# Wang Wei

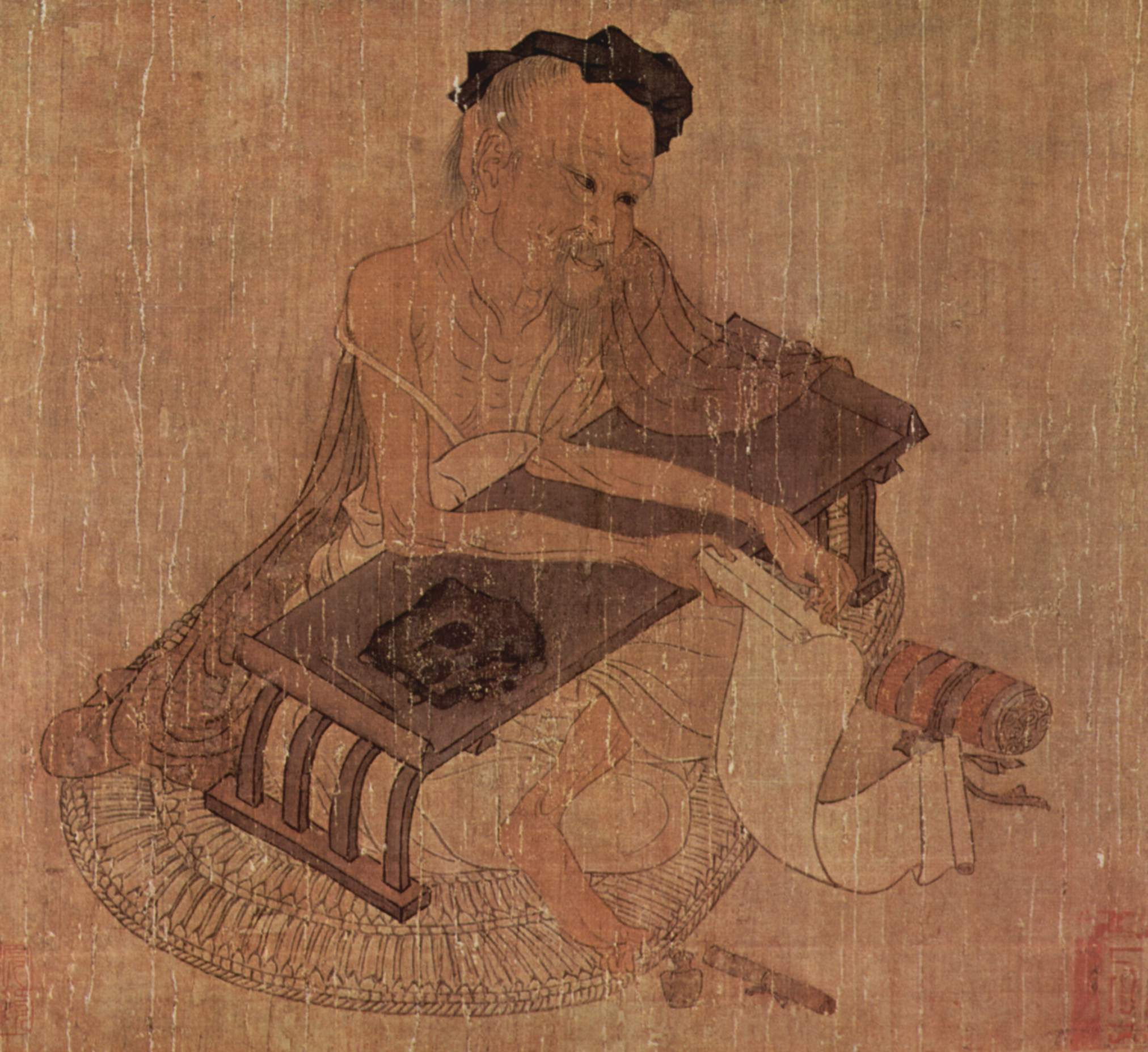
Portret Fu Shenga, prawdopodobnie namalowany przez Wang Weia. Muzeum Sztuk Pięknych w Osace

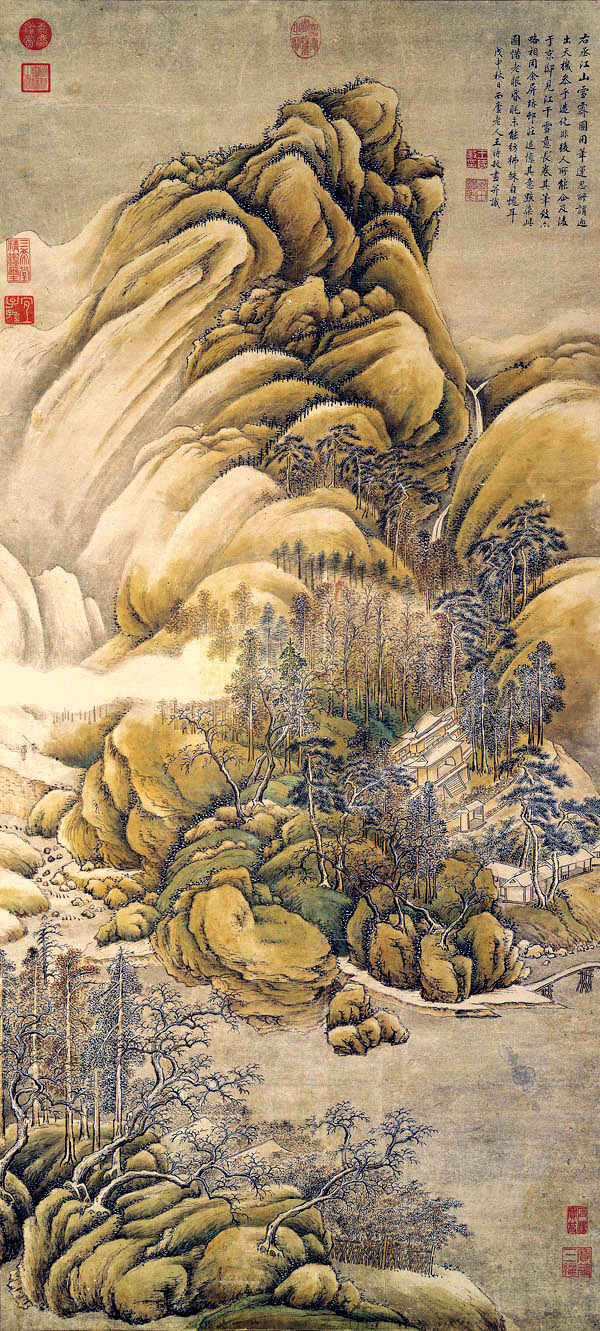
Według «Śniegu na wzgórzach i rzekach autorstwa Wang Weia», obraz Wang Shiminga, inspirowany twórczością tangowskiego poety-malarza. Narodowe Muzeum Pałacowe w Tajpej

Wang Wei (chiń. upr. 王维; chiń. trad. 王維; pinyin Wáng Wéi; Wade-Giles Wang Wei; ur. 699 lub 701 w Puzhou, dzis. Fenyang, prow. Shanxi, zm. 759 lub 761) – chiński malarz, poeta, polityk, muzyk, kaligraf i teoretyk sztuki. Używał też buddyjskiego imienia Mojie (摩詰).

## Życiorys
Pochodził z zamożnej rodziny z Taiyuan w prowincji Shaanxi, z rodu który wydał 13 kanclerzy dynastii Tang. Wychowany przez matkę (ojciec zmarł szybko). Bardzo zdolny, w 717 zajął pierwsze miejsce w niższych egzaminach urzędniczych, a w 719 uzyskał najwyższy stopień jinshi. Zaraz potem otrzymał stanowisko w Dyrektoriacie Muzyki, by w czasie swej kariery służyć w ministerstwach wojny, sprawiedliwości i prac publicznych. Jego kariera nie zawsze układała się pomyślnie, był degradowany, wygnany, a przez pewien czas zmuszony do służby podczas uzurpacji An Lushana. Na skutek tragedii rodzinnych (żona zmarła bezdzietnie, bardzo przeżył też śmierć matki), stopniowo wycofywał się do swej will Wangchuan, gdzie w towarzystwie mnichów i poetów, studiował sutry, pisał i malował.
Pozostawał pod silnym wpływem buddyzmu chan, zwłaszcza poznanego na dworze mnicha Shenhui, który był założycielem „południowej szkoły buddyjskiej chan”. Wang Wei jest pierwszym wybitnym malarzem chińskim, którego związki z buddyzmem chan są udokumentowane.
Uosabiał ideał urzędnika-artysty-uczonego:

Nie tylko techniczne innowacje, lecz także godny szacunku charakter zapewnił Wang Weiowi tak znaczące miejsce w panteonie chińskich artystów. Jego następcy przez wieki postrzegali go jako prawdziwego dżentelmena: błyskotliwego, obytego, nie przywiązanego do spraw codziennych i pełnego szacunku dla swych rodziców; jego willa Wangchuan, podobnie jak inne jego dzieła, zdawała się być wyrazem wszystkich tych cnót. Należy to wyraźnie podkreślić: ceniono nie samą jego sztukę i nie sam charakter autora, lecz połączenie obu tych cech, każdą jako wyraz tej drugiej. Jakość obrazów, ogrodu, muzyki, poezji, kaligrafii – dla późniejszych uczonych wszystko to ukazywało jakość człowieka

.

## Poezja
Tworzył głównie czterowiersze shi, z których ponad 400 przetrwało; Uznawany, obok Li Baia i Du Fu, za najwybitniejszego poetę dynastii Tang. W jego wierszach widać subtelne wpływy buddyzmu; charakteryzują się wielką siłą wyobrażeń wizualnych, o czym mówi często cytowany fragment wiersza Su Shi (choć Su Shi prawdopodobnie miał na myśli konkretne dzieło, a nie całość sztuki Wang Weia)

Smakując poezję Mojie – jego słowa niczym obrazy

Patrząc na jego pejzaż – obraz jest jak wiersz

.
Jego poezja, wraz z twórczością Meng Haorana to klasyczna tzw. „poezja wizualna”. W uznaniu osiągnięć tych poetów i stylu w jakim tworzyli, nazywa się ją często „poezją Wang Manga”, od ich nazwisk.
Na język polski tłumaczony m.in. przez Jacka Hajduka.

## Malarstwo
Uznawany za prekursora monochromatycznego malarstwa pejzażowego i tzw. południowej szkoły malarskiej; być może nie był jego twórcą (być może tworzył w tangowskim stylu zielono-błękitnym), ale z pewnością wywarł nań wielki wpływ. Przypisuje mu się stworzenie techniki malarskiej pomo (dosł. „złamany tusz”): zamiast wypełniać kontur jednolicie kolorem, budowano jego fakturę używając odcieni różnie rozcieńczonego tuszu; druga technika, służąca do pokazywania erozji i wpływu czasu, nazywała się cun (termin nieprzetłumaczalny, można go oddać jako „zmarszczki na powierzchni skały”).
Najsławniejszym i najbardziej wpływowym dziełem Wanga był pejzaż przedstawiający jego ukochaną willę Wangchuan (posiadłość ta stała się ideałem „willi uczonego” i wyobrażenia o niej wywarły znaczny wpływ na sztukę chińskich ogrodów). Oryginał zaginął za czasów północnej dynastii Song; w X w. Guo Zhongshu wykonał kopię (nie wiadomo, czy na podstawie oryginału), którą później uwieczniono w postaci rytych tablic kamiennych; z nich pochodzi wiele kopii, uznawanych za wywodzące się od dzieła Wang Weia. Obraz przedstawia łagodne wzgórza nad rzeką, wśród których „zagubione” są domki i pawilony, a całość utrzymana jest w subtelnym, łagodnym nastroju. Wang Weiowi przypisuje się też stworzenie nowego formatu obrazu: zwoju poziomego, który oglądało się stopniowo odwijając i podziwiało kolejne sceny, co dodawało czasowy aspekt do statycznego z natury dzieła malarskiego.
Krytycy zarzucali mu nieliczenie się z porami roku, gdyż na jego krajobrazach obecne są np. jednocześnie kwiaty kwitnące wiosną i jesienią albo dojrzewające banany na tle zaśnieżonej wsi. Pomimo tego jego obrazy stały się bardzo popularne i były wielokrotnie kopiowane przez malarzy z późniejszych epok, doceniających kunszt Wang Weia. To właśnie z tych kopii znane jest malarstwo Wanga, gdyż do naszych czasów nie zachowały się żadne oryginały.